# Helina fasciculata
Helina fasciculata este o specie de muște din genul Helina, familia Muscidae, descrisă de John Otterbein Snyder în anul 1953.
Este endemică în Zimbabwe. Conform Catalogue of Life specia Helina fasciculata nu are subspecii cunoscute.